# Penumbra (серия игр)
Penumbra (с лат. — «полутень») — серия компьютерных игр в жанре survival horror, созданная шведской компанией Frictional Games и на данный момент состоящая из двух игр и дополнения. Все игры серии были выпущены под персональные компьютеры на Microsoft Windows, Linux и Mac OS X.

## Основная серия

### Penumbra: Overture
- Платформа: Windows, Linux, Mac OS X
- Год выхода: 2007

В России известна как Пенумбра 1. Истоки зла и Пенумбра: Тёмный мир.

### Penumbra: Black Plague
- Платформа: Windows, Linux, Mac OS X
- Год выхода: 2008

В России известна как Пенумбра 2. Дневники мертвецов

### Penumbra: Requiem
- Платформа: Windows, Linux, Mac OS X
- Год выхода: 2008

В России известна как Пенумбра 3. Реквием
Первая часть серии издавалась в Европе и России компаниями Lexicon Entertainment и «Новый Диск» соответственно. Дальнейшие игры издавались Paradox Interactive и 1С.